# 赫格頓鎮區 (北達科他州大福克斯縣)
赫格頓鎮區（英語：Hegton Township）是位於美國北達科他州大福克斯縣的一個鎮區。

## 地方資料
赫格頓鎮區的面積為94.63平方千米，當中陸地面積為93.73平方千米，而水域面積為0.89平方千米。根據2020年美國人口普查的數據，當地共有人口200人，而人口密度為每平方千米2.11人。